# Johan Ingvarson
Johan August Ingvarson (i riksdagen kallad Ingvarson i Karlshamn senare Ingvarson i Sundsvall), född 22 juli 1877 i Våxtorps församling, Hallands län, död 27 december 1918 i Sundsvall, var en svensk redaktör och politiker (socialdemokrat).
Ingvarson var riksdagsledamot i andra kammaren 1912–1917 (invald i Blekinge läns valkrets) och under 1918 års lagtima och urtima riksdagar (invald i Medelpads valkrets). Han skrev 39 egna motioner, varav flera om nykterhetsfrågor, om förhållandena för värnpliktiga och anställda vid krigsmakten samt om inrättande av ett statligt tryckeri. Tre interpellationer om lönerna för arbetare Jönköping vid örlogsvarven, om förbud mot tillverkning och försäljning av fartyg till utlandet (1917).